# コーネリアス・ヴァンダービルト・ホイットニー
コーネリアス・ヴァンダービルト・ホイットニー（Cornelius Vanderbilt Whitney, 1899年2月20日 - 1992年12月13日）は、アメリカ合衆国の実業家、映画監督、作家、官僚、および馬主。ホイットニー家の一員で、一族の基礎となったウィリアム・コリンズ・ホイットニーからは孫の代に当たる。
相続した資産を基に様々な投資活動を行い、20世紀中期のアメリカ経済の発展に大きく寄与した。また、祖父の代から受け継いだオーナーブリーダー業を発展させ、アメリカ競馬史上に残る名馬らの生産者ともなった。
多くの場合で、名前は省略されて「C・V・ホイットニー」と表記されている。また、「サニー（Sonny）」というあだ名も広く使われていた。

## 略歴

### 出自
祖父ウィリアムの遺産を受け継いだハリー・ペイン・ホイットニーと、ヴァンダービルト家から嫁いだ母ガートルード・ヴァンダービルト・ホイットニーの間に儲けられた長男である。
18歳のときにアメリカ陸軍に在籍、通信隊として従軍、最終的に少尉にまで昇格した。
大学は、父と同じイェール大学へと進学した。同大学を1922年に卒業したのち、父の所有するネバダ州の鉱山に就業している。

### 実業家として
1926年、コーネリアスは祖父ウィリアムが共同出資者として設立したニューヨークギャランティトラスト社の取締役として就業した。1940年まで役目を務め、銀行の舵取りを担っていた。
1927年、コーネリアスはウィリアム・A・ロックフェラーらの投資家と共にファン・トリップに投資を行い、彼の創設するアメリカ・アヴィエイション社（後のパンアメリカン航空）を支援した。
1931年には、カナダにハドソンベイ・マイニング・アンド・スメルティング株式会社を創設している。後に同社は亜鉛採掘で名を馳せ、コーネリアスは1964年まで同社の取締役を務めていた。
コーネリアスのいとこに、テクニカラー社の大株主であったジョン・ヘイ・ホイットニー（ジョック・ホイットニー）がいた。その彼を通じてコーネリアスも映画産業に係わるようになっていった。最初は主に出資に携わり、『風と共に去りぬ』などの制作に関与した。それから17年後には自ら「C・V・ホイットニーピクチャーズ」を創設、後になって多大な評価を受けた『捜索者』など、3本の映画を製作していた。

### 官僚として
第二次世界大戦に際し、コーネリアスはアメリカ空軍に再志願し、大佐の地位を獲得するに至った。
終戦後は官僚として、ハリー・S・トルーマン大統領の政権下で副空軍長官（1947年-1949年）、商務長官補佐官（1949年-1950年）を歴任した。また、トルーマンの特使も務め、イギリス、ルクセンブルク、スペイン、イタリアを訪問している。

### 篤志活動
母ガートルードは自身も芸術家であり、篤志活動の一環として芸術家の保護と支援を行っていた。このため、コーネリアスもまた芸術の保護・支援活動に大きく関与していった。美術館の創設・運営にも携わり、サラトガ・パフォーミングアート・センターの創設などに出資している。また、1634年に描かれたアンリ2世の肖像画など、相続した美術品の寄付も盛んに行っていた。
また、海洋学にも興味を示し、1938年に建てられたマリンランド（フロリダ州）にも出資を行った。フロリダ大学の海洋学研究にも大規模な出資が行われ、後に「ホイットニーマリンラボ」と呼ばれる一大研究区画を提供している。
1963年には、コーネリアスの所有するニューヨーク州ロングアイランドの土地を、ニューヨーク工科大学に提供している。

### その他
コーネリアスは作家としての執筆活動経験もある。1951年より第一次世界大戦中の回顧録や児童向け文学などを発表、生涯で5冊の著作物を出版している。

## スポーツ活動
父ハリー、祖父ウィリアム同様に、コーネリアスもまたポロに熱中したひとりであった。全米オープンポロにおいて、3度の優勝を飾っている。コネチカット州のグリーンウィッチポロクラブが1979年以降の大会で手渡している「C・V・ホイットニーカップ」は、コーネリアスに由来するものである。

### 馬主業
祖父の代から受け継いできたオーナーブリーダー業の、その大部分を相続したのがコーネリアスであった。自身も競馬に多大な興味を示し、サラトガ競馬場からそう遠くないニューヨーク州のサラトガ・スプリングズに「キャディヒル（Cady Hill）」と呼ばれる邸宅を構えていた。
1930年に父が他界すると、牧場や競走馬などその競馬資産の大半を相続している。この受け継いだ競走馬の一頭に後のアメリカ殿堂馬エクイポイズがおり、同馬は1930年5月17日にステークス競走に優勝してコーネリアスに初のステークス競走勝ちを提供したほか、古馬になってからもハンデキャップ競走で勝ちを重ねる大活躍を見せた。エクイポイズは種牡馬としても成功し、1942年にはリーディングサイアーともなった。
コーネリアス自身も競走馬の生産で名を上げた。ケンタッキー州レキシントンにあった彼の牧場で生産された競走馬のうち、175頭がステークス競走で優勝している。
1950年、コーネリアスはアメリカ競馬名誉の殿堂博物館を設立、その初代館長に就任した。これらの事業が競馬界に評価され、1984年にはコーネリアスにエクリプス賞特別賞が贈られている。
アメリカ競馬の最高峰に当たるケンタッキーダービーにも全部で15頭の競走馬を送りこんだが、最後までこの競走だけは勝つことができなかった。最も優勝に近かったのは1949年のファランクスで、ウッドメモリアルステークス1着同着から挑戦したものの、本番では2着に終わった。1959年にはサンタアニタダービーにも優勝した牝馬のシルバースプーンで挑戦したが、これも5着に終わっている。
以下はコーネリアスの代表的な所有馬である。
- エクイポイズ Equipoise - 1928年生、牡馬。メトロポリタンハンデキャップなど。アメリカ殿堂馬。
- トップフライト Top Flight - 1929年生、牝馬。コーチングクラブアメリカンオークスなど。アメリカ殿堂馬。
- ファーストフライト First Flight - 1944年生、牝馬。フューチュリティステークスなど。
- ファランクス Phalanx - 1946年生、牡馬。ベルモントステークスなど。
- カウンターポイント Counterpoint - 1948年生、牡馬。ベルモントステークスなど。1951年アメリカ年度代表馬。
- キャリアボーイ Career Boy - 1953年生、牡馬。ユナイテッドネイションズハンデキャップなど。1956年アメリカ最優秀芝牡馬。
- シルバースプーン Silver Spoon - 1956年生、牝馬。サンタアニタダービーなど。アメリカ殿堂馬。

## 家族
コーネリアスは4度の結婚を経験しており、5人の子供を儲けた。3度の離別を経験しているが、最後の夫人メアリールー・ホイットニー（マリー・ルイス・シュローダー）とは最後まで連れ添った。
- 父親: ハリー・ペイン・ホイットニー (Harry Payne Whitney, 1872-1930)
- 母親: ガートルード・ヴァンダービルト・ホイットニー (Gertrude Vanderbilt Whitney, 1875-1942)
- 妻:
  - マリー・ノートン (Marie Norton, 1903-1970, 1923年結婚、1929年離別)
  - グウェレディ・クロスビー・ホプキンス (Gwladys Crosby Hopkins, ?-?, 1931年結婚、1940年離別)
  - エレノア・サール (Eleanor Searle, 1908-2002, 1941年結婚、1957年離別)
  - マリー・ルイス・シュローダー (Marie Louise Schroeder, 1925-, 1958年結婚)
- 子供:
  - ハリー・ペイン・ホイットニー2世 (Harry Payne Whitney II)
  - ナンシー・マリー・ホイットニー (Nancy Mari Whitney)
  - ゲイル・ホイットニー (Gayle Whitney)
  - サール・ホイットニー (Searle Whitney)
  - コーネリア・ヴァンダービルト・ホイットニー (Cornelia Vanderbilt Whitney)
- 兄弟姉妹:
  - フローラ・ペイン・ホイットニー (Flora Payne Whitney, 1897-1986)
  - バーバラ・ホイットニー (Barbara Whitney)

## 没後
コーネリアスは1992年12月13日、92歳のときにサラトガ・スプリングズの地でこの世を去った。その遺骸はグリーンリッジ墓地に埋葬された。
彼の没後、メアリールー夫人は夫の遺した牧場を「メアリールー・ホイットニーステーブルズ」として馬産と馬主業を継続させた。2004年のベルモントステークス優勝馬バードストーンはこの牧場の生産馬である。
死没時にコーネリアスが所有していた土地に、アディロンダック山地に51000エーカー（約210平方キロメートル）の広大な森林と池沼が存在した。1997年、ニューヨーク州は、このうち14700エーカー（約59平方キロメートル）を、夫人の会社より1億7100万ドルで購入している。